# Szíriusz
A Szíriusz (α Canis Maioris, Alfa Canis Maioris) a Nagy Kutya csillagkép és az egész éjszakai égbolt legfényesebb csillaga. Látszó fényessége -1,46 magnitúdó, ami a legnagyobb értékű a csillagok között. Abszolút fényessége +1,42 magnitúdó (Sirius A), ezt az értéket több csillag megelőzi.

## A név eredete
A Szíriusz név eredete még nem tisztázott. Talán visszavezethető az óbabilóniai csillagászatra, és akkor „Ívcsillag”-ot jelent, de a jelentése lehet „a csúszó” is. Néha „kutyacsillagnak” nevezik a Szíriuszt. A csillag magyar népi neve a Sánta Kata, illetve Sánta lány.
A Szíriusz név egyike a három legrégebbi csillagnévnek, amit a modern nyugati kultúra használ. (Úgy tűnik, hogy a másik kettő is a görög tudomány előtti időből való: ezek az Arcturus és a Canopus).
Neve görög formában szeiriosz, melynek általános fordítása „pezsgő” vagy „perzselő”, ami a csillag akkori időkben elképzelt fény- és a hőmennyiségére vonatkozik.
Megfontolásra érdemes, amit Eratoszthenész ír a szeiriosz szóról mint a csillagok melléknevéről: „Az ilyen csillagokat a csillagászok szeiriosznak nevezik remegő mozgásuk és fényük alapján.”
Hajnali (heliákus) felkelése, tehát a láthatatlansági periódus utáni első hajnali megjelenése 1000–2000 évvel ezelőtt egybeesett a legmelegebb napokkal. Innen a „kánikula” elnevezés. Az ókori Egyiptomban, ahol a csillag neve Szopdet, ez a Nílus áradásának kezdetével esett egybe, az ókori egyiptomi naptárban ettől kezdték az újévet. A földtengely precessziója miatt azonban a Szíriusz napjainkban csak szeptember elején jelenik meg a hajnali égbolton.

## A csillag jellemzői
A Szíriusz A fényessége -1,46 magnitúdó, távolsága a Naprendszertől 8,6 fényév. A Szíriusz abszolút fényessége 25,4-szer, átmérője 1,71-szer, tömege pedig 2,35-szor nagyobb, mint a Napé. 9940 K-es felszíni hőmérséklete miatt a színe kékesfehér.
A Szíriusz a Földről éjszaka látható legfényesebb csillag; ennél csak a naprendszerbeli égitestek (a Nap, a Hold és egyes bolygók) látszanak fényesebbnek a Földünkről nézve.

## A csillag megfigyelhetősége

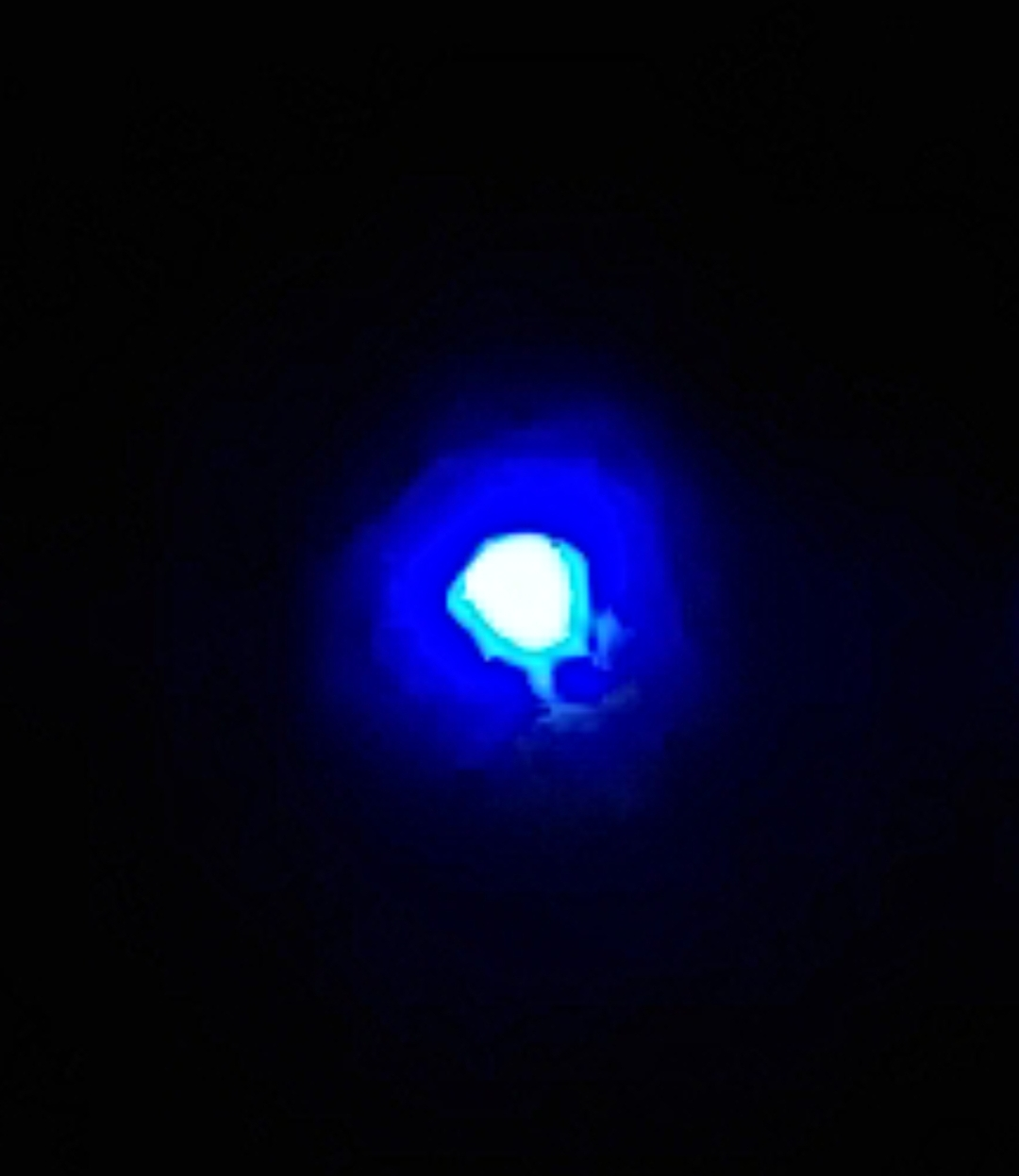
Hazánk területén készített kép 2022 február 3-án. Fotózta: Darabont Gellért

Mivel a csillag Magyarország szélességi helyzetéhez képest eléggé délen van, ezért hazánkból nézve nem emelkedik túl magasra, és nem is „tölt” sok időt a horizont felett. Augusztus végén–szeptember elején már kereshető a hajnali égen, délkeleti irányban; októberben már éjfél után nem sokkal kel, és hajnalban delel. November–december során már az esti órákban kel, és hajnalban délnyugaton látszik; januárban az esti szürkületben kel, és késő éjjel nyugszik, tehát az éjszaka nagy részében a horizont felett van. Február–március során már sötétedéskor, alacsonyan a déli horizont felett delel. A láthatósága május első napjaiig tart, ilyenkor azonban már csak közvetlenül napnyugta után látszik, délnyugati irányban. A csillag megkereséséhez kiváló támpont a közeli Orion csillagkép három jellegzetes övcsillaga: az ezeket összekötő vonalat délkeleti irányba (közepes északi szélességekről nézve balra lefelé) meghosszabbítva érjük el a csillagot.

## A csillag színének története
Meglepő lehet, hogy régebbi írások vörös Szíriuszról beszélnek. A név magyarázható azzal, hogy a Szíriusz gyakran van a horizont közelében, és így légkörünk elszínező hatására vörösebbnek tűnik, mint más fényes csillagok, amelyek magasabban vannak a horizont felett. Azonban a vörös Szíriuszról szóló feljegyzések a Földközi-tenger térségéből és Észak-Afrikából származnak, ahol a Szíriusz sokkal magasabbra emelkedik a horizont fölé, mint Közép-Európában.
A babilóniaiak csillagászati feljegyzéseiben a Szíriuszt a Jupiter fényességéhez és a Mars vörösségéhez hasonlítják.
Thomas Barker 1760-ban közzétette, hogy ókori görög és római feljegyzésekben a Szíriusz színének leírására a pirospozsgás („ruddy”), pirosas („reddish”) és piros („red”) szavak megfelelőit használták.
Rufus Festus Avienus, 4. századi latin nyelvű földrajztudós és csillagász a Szíriusz színét kéknek írja le. Izlandi feljegyzések szintén kék színnel jellemzik.
Makemson 1941-es könyvében, ami a Hawaii csillaglegendákról szól, a kauluna-lenát (= Szíriusz) a  sárga színű csillagok között sorolja fel.

## A Szíriusz B

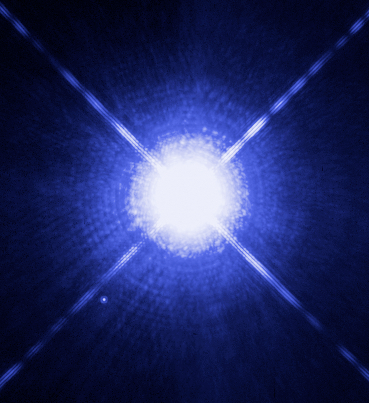
A Szíriusz A és B a Hubble űrtávcső felvételén.

A Szíriusznak van egy kísérője, amely a csillagot 50 év alatt kerüli meg. Bár közöttük a távolság akár 11 szögmásodpercre is nőhet, rendkívül nehéz a megfigyelése. A kísérő fényessége ugyanis csupán 8,7 magnitúdó, így a két csillag közötti fényességkülönbség mintegy 10 magnitúdó, éppen ezért a Szíriusz kísérőjét általában csak nagyobb távcsövekkel lehet megfigyelni. Ennek ellenére a Szíriusz B jól ismert csillagászati objektummá vált, az első felfedezett fehér törpe. Fényereje csak 0,25%-a, átmérője pedig 2,2%-a a Napénak. A Szíriusz kísérője tehát nem sokkal nagyobb a Földnél.
Átlagos sűrűsége viszont 125 000 g/cm3. A csillag belseje degenerált anyagból áll.
A Szíriusz kísérőjének létezéséről, elméletileg 1845 óta tudunk. Akkortájt fedezett fel Friedrich Wilhelm Bessel, a königsbergi csillagász egy periodikus zavart a Szíriusz saját mozgásában, amelyet egy kísérő hatásával tudott megmagyarázni. Azonban az akkori távcsövek még nem voltak képesek a kísérő megfigyelésére, ezért optikailag a fehér törpét csak 1862. január 31-én fedezte fel az amerikai optikus, Alvan Graham Clark.
A Szíriusz kísérőjének alig valamivel nagyobb a tömege a Napénál. Az elmélet szerint hétmilliárd év után fehér törpévé kellene degenerálódnia. Azonban a Szíriusznak ezt a végállapotot már korábban el kellett volna érnie, ha mindketten egyszerre keletkeztek volna, ahogy az feltételezhető. Akkor tehát miért nem törpecsillag a fő csillag is? Feltehető, hogy a kísérőnek korábban nagyobb volt a tömege, majd felfúvódott vörös óriássá, miközben tömegének nagy része átáramlott a másik csillagra, úgyhogy most annak nagyobb a tömege.

## Dogonok
Robert Temple könyve a Szíriusz-rejtély azt az elképzelést mutatja be, mely szerint a dogon nép között őrzött hagyomány él a Szíriusz csillagrendszerből érkezett intelligens földönkívüli lényekről. Írásai a dogonokról Marcel Griaule és Germaine Dieterlen néprajzkutatók értelmezésén alapulnak. Ezekkel kapcsolatban azonban rövidesen ellenvetések jelentek meg.

1991-ben Walter van Beek megállapította, hogy a dogonok ismeretei nem ősiek: Griaule-tól származnak.
Noah Brosch szerint is  a dogonok a modern csillagászati ismereteket az 1893. április 16-i napfogyatkozás megfigyelésére érkező francia expedíciótól szerezhették be.